# Jogos Sul-Americanos de 1994
Os Jogos Sul-Americanos de 1994 (em espanhol: Juegos Sudamericanos, em inglês: South American Games), decorridos entre 19 a 28 de novembro, foram realizados em Valência, na Venezuela. 
Nesta edição reuniram-se quatorze nações, em um total de 1 599 atletas, que competiram em dezenove esportes.

## Países participantes
- Antilhas Holandesas
- Argentina
- Aruba
- Bolívia
- Brasil
- Chile
- Colômbia
- Equador
- Panamá
- Paraguai
- Peru
- Suriname
- Uruguai
- Venezuela

## Esportes
| - Atletismo - Beisebol - Boliche - Boxe - Canoagem | - Ciclismo - Esgrima - Futebol - Ginástica - Halterofilismo | - Judô - Karate - Natação - Softball - Tênis | - Tênis de mesa - Taekwondo - Tiro desportivo - Wrestling |

## Quadro de medalhas
| Ordem | País                | Medalha de ouro | Medalha de prata | Medalha de bronze | Total |
| ----- | ------------------- | --------------- | ---------------- | ----------------- | ----- |
| 1     | Argentina           | 105             | 61               | 52                | 218   |
| 2     | Venezuela           | 76              | 65               | 65                | 206   |
| 3     | Colômbia            | 35              | 50               | 27                | 112   |
| 4     | Brasil              | 31              | 31               | 35                | 97    |
| 5     | Chile               | 16              | 20               | 37                | 73    |
| 6     | Peru                | 15              | 27               | 33                | 75    |
| 7     | Uruguai             | 4               | 8                | 9                 | 21    |
| 8     | Panamá              | 4               | 2                | 5                 | 11    |
| 9     | Antilhas Holandesas | 3               | 5                | 5                 | 13    |
| 10    | Paraguai            | 3               |                  | 7                 | 10    |
| 11    | Equador             | 2               | 17               | 19                | 38    |
| 12    | Bolívia             | 2               | 5                | 15                | 22    |
| 13    | Suriname            |                 | 3                |                   | 3     |
| 14    | Aruba               |                 | 1                | 2                 | 3     |
| TOTAL | TOTAL               | 296             | 295              | 311               | 902   |